# Zanitzenhöhe
Zanitzenhöhe är ett berg i Österrike. Det ligger i på gränsen mellan förbundsländerna Steiermark och Kärnten. Zanitzenhöhe ligger 1 840 meter över havet.
Zanitzenhöhe är grästäckt och i omgivningarna förekommer blandskog.